# Холден Хајтс (Флорида)
Холден Хајтс (енгл. Holden Heights) насељено је место без административног статуса у америчкој савезној држави Флорида.

## Демографија
По попису из 2010. године број становника је 3.679, што је 177 (-4,6%) становника мање него 2000. године.
| Група             | 2000.         | 2010.         |
| Белци             | 2.440 (63,3%) | 1.824 (49,6%) |
| Афроамериканци    | 666 (17,3%)   | 999 (27,2%)   |
| Азијати           | 101 (2,6%)    | 116 (3,2%)    |
| Хиспаноамериканци | 566 (14,7%)   | 704 (19,1%)   |
| Укупно            | 3.856         | 3.679         |